# Jaroslav Pavlů
Jaroslav Pavlů (27. prosince 1936, Třebíč – ? 2024) byl československý hráč ledního hokeje.

## Biografie
Jaroslav Pavlů se narodil v roce 1936 v Třebíči, s hokejem začínal v Plzni a následně působil i v Brně. V roce 1968 na podnět Bohumila Rejdy a Jiřího Dolany odešel do italského hokejového klubu HC Bolzano. Původně získal smlouvu na tři roky, ale po těchto třech letech, kdy s ním v Itálii byl i syn a manželka, se rozhodl emigrovat a v Itálii zůstal, v Československu za tento čin byl odsouzen na 2 roky vězení. Posléze získal italské občanství a kromě hokeje se věnoval i práci elektrikáře v místní pobočce společnosti Coca-Cola.
Po Sametové revoluci byl od trestu osvobozen, a začal často cestovat do Česka. Následně se vrátil do Třebíče, kde si našel partnerku.
Jeho syn Martin Pavlu se také věnoval hokeji v HC Bolzano, působil i v italské hokejové reprezentaci, stejně tak i jeho vnuk Jan Pavlu.

## Klubové statistiky
| Sezona     | Klub             | Soutěž     | Základní část | Základní část | Základní část | Základní část | Základní část | Play off | Play off | Play off | Play off | Play off |
| Sezona     | Klub             | Soutěž     | Z             | G             | A             | B             | TM            | Z        | G        | A        | B        | TM       |
| ---------- | ---------------- | ---------- | ------------- | ------------- | ------------- | ------------- | ------------- | -------- | -------- | -------- | -------- | -------- |
| 1954–55    | Spartak LZ Plzeň | TCH        | 12            | 3             | 0             | 3             | —             | —        | —        | —        | —        | —        |
| 1955–56    | Rudá hvězda Brno | TCH        | 1             | 0             | 0             | 0             | 0             | —        | —        | —        | —        | —        |
| 1956–57    | Rudá hvězda Brno | TCH        | 11            | 1             | 3             | 4             | 0             | —        | —        | —        | —        | —        |
| 1957–58    | Rudá hvězda Brno | TCH        | 22            | 5             | 8             | 13            | 4             | —        | —        | —        | —        | —        |
| 1958–59    | Rudá hvězda Brno | TCH        | 12            | 0             | 0             | 0             | 0             | —        | —        | —        | —        | —        |
| 1959–60    | Spartak LZ Plzeň | TCH        | 22            | 9             | 0             | 9             | 0             | —        | —        | —        | —        | —        |
| 1960–61    | Spartak LZ Plzeň | TCH        | 17            | 8             | 0             | 8             | —             | —        | —        | —        | —        | —        |
| 1961–62    | Spartak LZ Plzeň | TCH        | 32            | 7             | 0             | 7             | —             | —        | —        | —        | —        | —        |
| 1962–63    | Spartak LZ Plzeň | TCH        | 29            | 5             | 0             | 5             | —             | —        | —        | —        | —        | —        |
| 1963–64    | Spartak LZ Plzeň | TCH        | 18            | 2             | 0             | 2             | —             | —        | —        | —        | —        | —        |
| 1964–65    | Spartak LZ Plzeň | TCH        | 28            | 1             | 0             | 1             | —             | —        | —        | —        | —        | —        |
| 1965–66    | TJ Škoda Plzeň   | TCH        | 33            | 3             | 0             | 3             | —             | —        | —        | —        | —        | —        |
| 1966–67    | TJ Škoda Plzeň   | TCH-2      | —             | —             | —             | —             | —             | —        | —        | —        | —        | —        |
| 1967–68    | TJ Škoda Plzeň   | TCH-2      | —             | —             | —             | —             | —             | —        | —        | —        | —        | —        |
| 1968–69    | TJ Škoda Plzeň   | TCH-2      | —             | —             | —             | —             | —             | —        | —        | —        | —        | —        |
| 1969–70    | HC Bolzano       | ITA        | —             | —             | —             | —             | —             | —        | —        | —        | —        | —        |
| 1970–71    | HC Bolzano       | ITA        | —             | —             | —             | —             | —             | —        | —        | —        | —        | —        |
| 1971–72    | HC Bolzano       | ITA        | —             | —             | —             | —             | —             | —        | —        | —        | —        | —        |
| 1972–73    | HC Bolzano       | ITA        | —             | —             | —             | —             | —             | —        | —        | —        | —        | —        |
| 1973–74    | HC Bolzano       | ITA        | —             | —             | —             | —             | —             | —        | —        | —        | —        | —        |
| 1974–75    | HC Bolzano       | ITA        | —             | —             | —             | —             | —             | —        | —        | —        | —        | —        |
| 1975–76    | HC Bolzano       | ITA        | —             | —             | —             | —             | —             | —        | —        | —        | —        | —        |
| 1976–77    | HC Bolzano       | ITA        | —             | —             | —             | —             | —             | —        | —        | —        | —        | —        |
| 1977–78    | HC Bolzano       | ITA        | —             | —             | —             | —             | —             | —        | —        | —        | —        | —        |
| 1978–79    | HC Bolzano       | ITA        | —             | —             | —             | —             | —             | —        | —        | —        | —        | —        |
| 1979–80    | HC Bolzano       | ITA        | —             | —             | —             | —             | —             | —        | —        | —        | —        | —        |
| TCH celkem | TCH celkem       | TCH celkem | 237           | 44            | 11            | 55            | 4             | —        | —        | —        | —        | —        |